# Latkova vas
Latkova vas este o localitate din comuna Prebold, Slovenia, cu o populație de 774 de locuitori.